# Heteropterys oberdanii
Heteropterys oberdanii är en tvåhjärtbladig växtart som beskrevs av André M. Amorim. Heteropterys oberdanii ingår i släktet Heteropterys och familjen Malpighiaceae. Inga underarter finns listade i Catalogue of Life.